# Karnıyarık

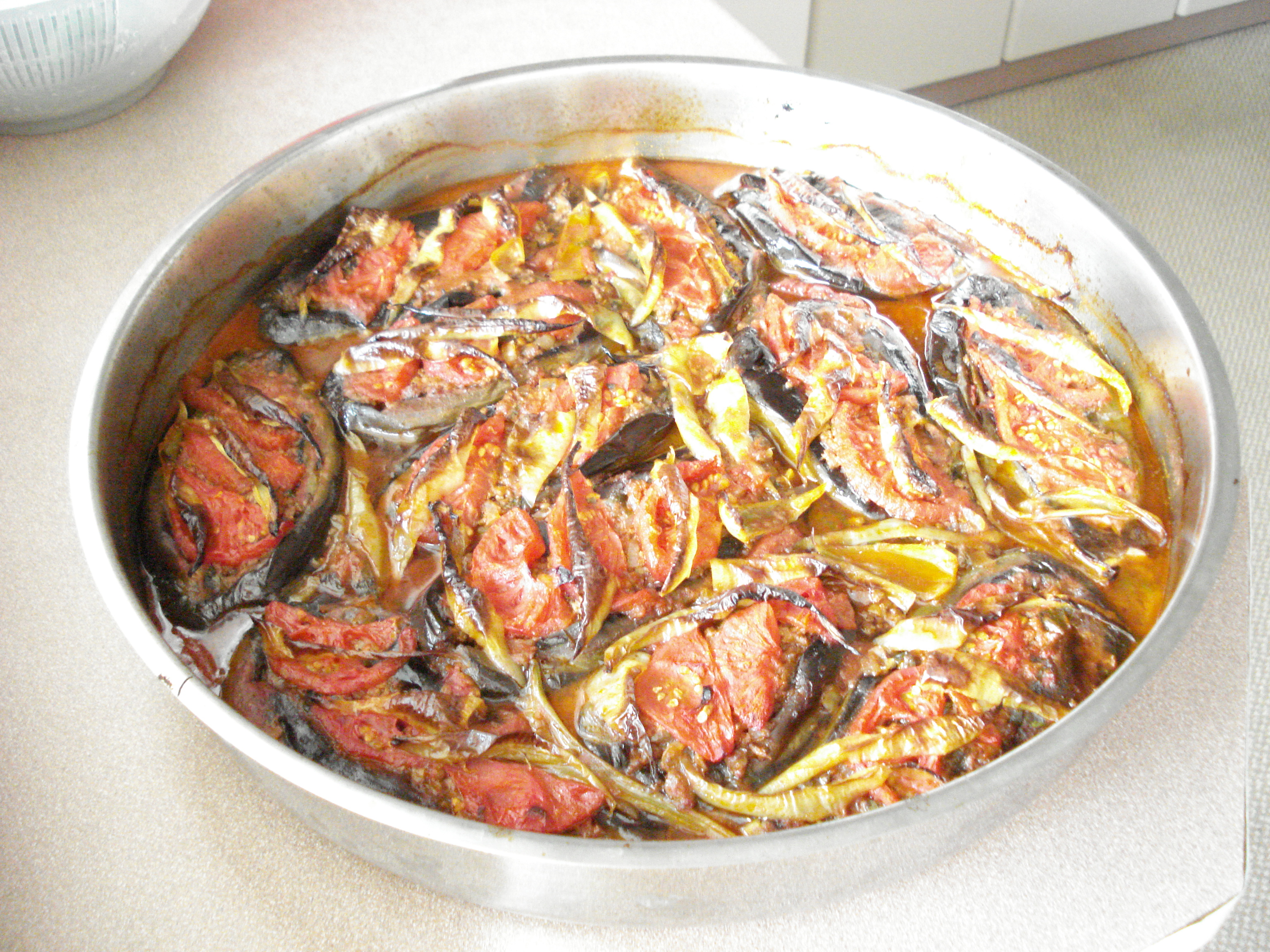
Karnıyarık

Karnıyarık, česky rozpůlené břicho, je jedním z hlavních jídel z lilku v turecké kuchyni. Ingredience jsou lilek s cibulí, papriky, rajčata a mleté hovězí maso. Je podobný pokrmu imambayildi. Hlavním rozdílem je přidávané maso a že není podáván za studena.
Lilek je oloupán a rozpůlen. Mezitím se zbylé přísady spolu povaří. Směs se plní do štěrbiny ve středu lilku a vše se zapeče v troubě. Jídlo se obvykle podává s rýží.